# Philadelphia Barrage
I Philadelphia Barrage sono stati una squadra professionistica di lacrosse, facente parte della Major League Lacrosse, con sede a Filadelfia, Pennsylvania, USA. La squadra, fondata nel 2001, ebbe sede a Bridgeport, Connecticut, sino al 2003, con il nome di Bridgeport Barrage, prima di spostarsi a Filadelfia. Vinse tre campionati nel 2004, nel 2006 e nel 2007. Diverse difficoltà economiche a seguito di quest'ultima vittoria portarono la lega stessa a prendere la proprietà della squadra, che giocò la stagione 2008 senza uno stadio di casa determinato. Al termine di questo campionato, la società fallì.